# Nahr Khaizarane
Nahr Khaizarane ou le fleuve Khaizarane est un fleuve libanais issu de ruisseaux saisonniers qui se jette dans la mer Méditerranée au Nord de Sour. Il s'assèche totalement en été et il n'est pas navigable.